# Чапо, Карой
Ка́рой Ча́по (венг. Csapó Károly; род. 23 февраля 1952, Agyagosszergény) — венгерский футболист и футбольный тренер, играл на позиции полузащитника.

## Биография

### Клубная карьера
Чапо, в возрасте 16 лет, дебютировал за «Шопрон» и со временем стал основным игроком команды.
В 1974 году, Чапо перешёл в «Татабанью», в составе которой он отыграл восемь сезонов, завоевав в 1981 году серебро, а в 1982 году бронзовые медали чемпионата.
В 1982 году, Чапо переехал во Францию, где играл за «Тулузу» и «Гренобль». В 1986 году вернулся в «Татабанью», в которой отыграл четыре сезона, в составе которого становился бронзовым (1987 год) и серебряным призёром (1988 год) чемпионата.

### Карьера в сборной
В составе сборной Венгрии был участником чемпионата мира 1978 года, на котором сыграл три матча на групповом этапе, которые венгры проиграли. В матче со сборной Аргентины он забил гол, открыв счёт в матче, но будущие чемпионы мира выиграли матч со счётом 2:1.
Через четыре года, на чемпионате мира 1982 года был в заявке национальной команды, но на поле так и не вышел. Всего за сборную Венгрии сыграл 19 матчей и забил 1 гол.

### Тренерская карьера
С 1992 по 1993 год работал главным тренером «Татабаньи».